# Huyện Moulvibazar

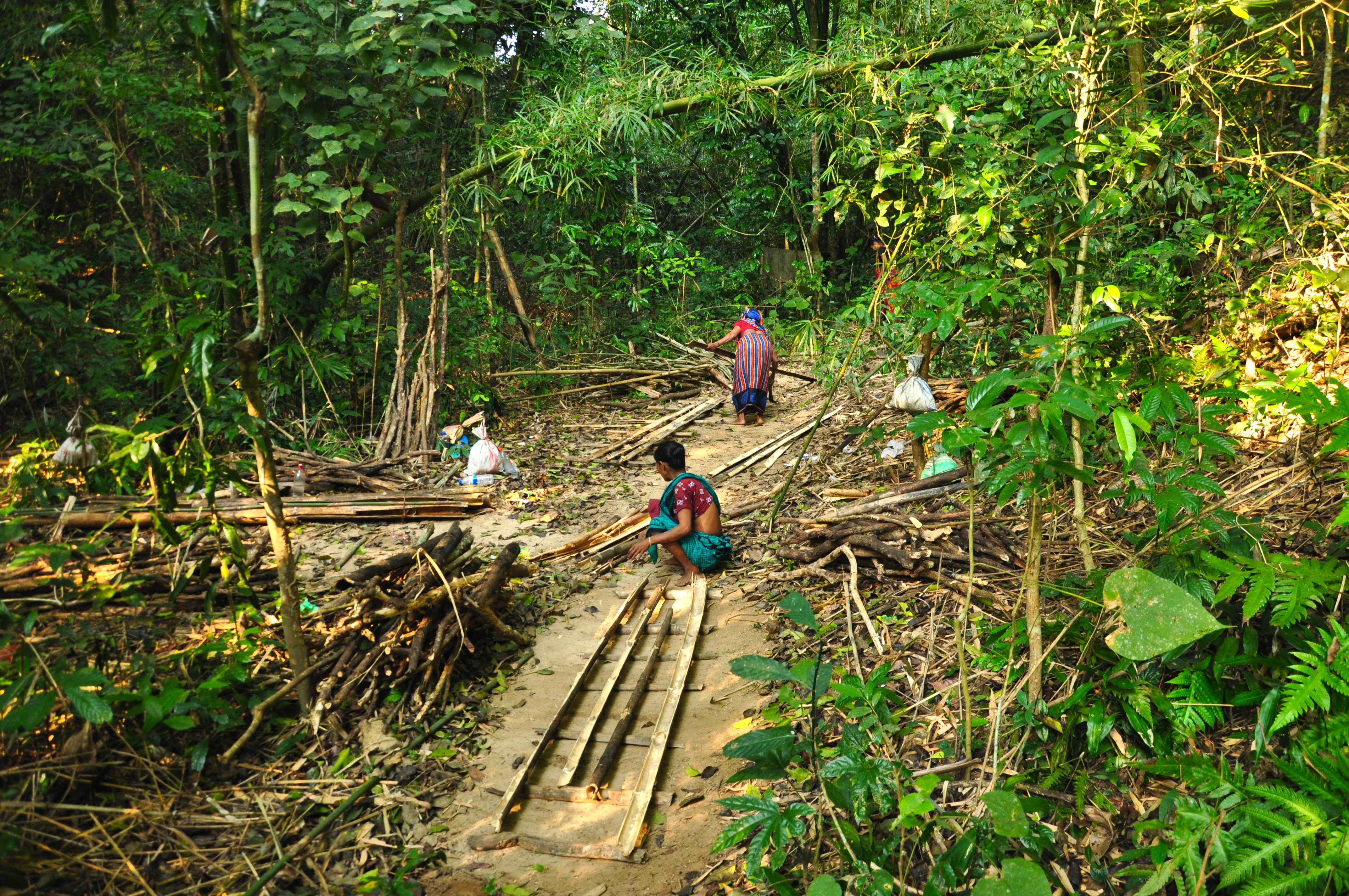
Người dân địa phương đang khai thác tre ở Lawachara

Moulvibazar là một huyện thuộc Sylhet của Bangladesh. Huyện này có diện tích 2799 km², dân số năm 2002 là 1604028 người, mật độ dân số là 573 người/km².